# Villa di Briano
Villa di Briano est une commune italienne de la province de Caserte, dans la région Campanie.

## Administration
| Période                                  | Période  | Identité         | Étiquette   | Qualité |
| ---------------------------------------- | -------- | ---------------- | ----------- | ------- |
| 2007                                     | En cours | Dionigi Magliulo | Non inscrit |         |
| Les données manquantes sont à compléter. |          |                  |             |         |

### Communes limitrophes
Casal di Principe, Casapesenna, Frignano, San Cipriano d'Aversa, San Marcellino, San Tammaro